# 베이징 지하철 DK2형 전동차
베이징 지하철 DK2형 전동차(중국어: 北京地铁DK2型电动车组)는 베이징 지하철과 톈진 지하철의 통근형 전동차로, 현재는 운행되지 않고 있다.

## 개요
DK2형은 창춘 궤도객차가 생산하였으며, BJ-2형:54로도 알려졌으며, 총 80량이었다. 베이징 지하철 1기 공사에서 운행한 최초의 정식 여객 수송열차이며, 톈진 지하철에서도 지원되었다(번호 101-103, “주석호(主席号)”라고 명명됨). 각 객차는 모두 3쌍의 출입문이 있으며, 열차의 양쪽 끝에 비상구가 있다. 기존 DK형에 비해 베이징 지하철의 차량 한계에 적응할 수 있는 모델이다.

## 편성

### 톈진 지하철 판본
|            | DK2      |          |          |
| 차량번호   | 1        | 2        | 3        |
| 집전장치   | 있음     | 있음     | 있음     |
| 형태 구분  | 101 (Mc) | 102 (Mc) | 103 (Mc) |
| 기타 설비  |          |          |          |
| 기계 설치  |          |          |          |
| 차량 중량  | 30.5t    | 30.5t    | 30.5t    |
| 승객적재량 | 186명    | 186명    | 186명    |

## 열차 개조
열차는 설계 시 여러 가지 결함이 있어 실제 운영 환경에 제대로 적응하지 못했다. 이로 인해 1969년 11월 11일 지하철 전력계통에 화재가 발생하여 3명이 숨지고 100여명이 다쳤으며 객차 2대가 파손됐다. 이후 간접적으로 DK3형의 제조로 이어졌다. 1984년 베이징 지하철에 있던 이 열차 중 76대가 베이징 지하철 차량 공장에서 DK11형으로 개조되었다.

## 같이 보기
- 베이징 지하철 DK1형 전동차
- 베이징 지하철 DK3형 전동차
- 베이징 지하철 DK11형 전동차

틀:베이징 지하철의 철도 차량
틀:톈진 지하철의 철도 차량